# ニッケン学園
ニッケン学園（ニッケンがくえん; ポルトガル語: Escola Nikken）は三重県四日市市にある在日ブラジル人向けの各種学校。
同県の人材派遣会社「ニッケンエンジニアリングサービス」が運営していた学校で、現在は名古屋に本社を置く「エールグループ」が運営をしている学校である。当校は2004年（平成16年）3月開校。幼稚部、小学部・中学部、高等部を設置しており、ブラジル教育省からも学校としての認可を受けているほか、日本においては高等部が「外国の高等学校相当」としても指定されている。現在は、幼稚部、小学部・中学部、高等部を休校としている。

## 住所
三重県四日市市富士町8-66

## 沿革
- 2000年（平成12年） - 日系ブラジル人従業員の子供のための無認可託児所を設置
- 2004年（平成16年） - ブラジル人学校として開校
- 2007年（平成19年） - 三重県が各種学校として認可[3]